# Lijst van gemeenten in het departement Alpes-de-Haute-Provence
Hieronder volgt een lijst van de 200 gemeenten (communes) in het Franse departement Alpes-de-Haute-Provence (departement 4).

## A
Aiglun
- Allemagne-en-Provence
- Allons
- Allos
- Angles
- Annot
- Archail
- Aubenas-les-Alpes
- Aubignosc
- Authon
- Auzet

## B
Banon
- Barcelonnette
- Barles
- Barras
- Barrême
- Bayons
- Beaujeu
- Beauvezer
- Bellaffaire
- Bevons
- Beynes
- Blieux
- Bras-d'Asse
- Braux
- La Bréole
- La Brillanne
- Brunet
- Le Brusquet

## C
Le Caire
- Castellane
- Le Castellard-Mélan
- Le Castellet
- Castellet-lès-Sausses
- Céreste
- Le Chaffaut-Saint-Jurson
- Champtercier
- Château-Arnoux-Saint-Auban
- Châteaufort
- Châteauneuf-Miravail
- Châteauneuf-Val-Saint-Donat
- Châteauredon
- Chaudon-Norante
- Clamensane
- Claret
- Clumanc
- Colmars
- La Condamine-Châtelard
- Corbières
- Cruis
- Curbans
- Curel

## D
Dauphin
- Demandolx
- Digne-les-Bains
- Draix

## E
Enchastrayes
- Entrages
- Entrepierres
- Entrevaux
- Entrevennes
- L'Escale
- Esparron-de-Verdon
- Estoublon

## F
Faucon-du-Caire
- Faucon-de-Barcelonnette
- Fontienne
- Forcalquier
- Le Fugeret

## G
Ganagobie
- La Garde
- Gigors
- Gréoux-les-Bains

## H
Hautes-Duyes
- L'Hospitalet

## J
Jausiers
- La Javie

## L
Lambruisse
- Larche
- Lardiers
- Le Lauzet-Ubaye
- Limans
- Lurs

## M
Majastres
- Malijai
- Mallefougasse-Augès
- Mallemoisson
- Mane
- Manosque
- Marcoux
- Méailles
- Les Mées
- Melve
- Méolans-Revel
- Meyronnes
- Mézel
- Mirabeau
- Mison
- Montagnac-Montpezat
- Montclar
- Montfort
- Montfuron
- Montjustin
- Montlaux
- Montsalier
- Moriez
- La Motte-du-Caire
- Moustiers-Sainte-Marie
- La Mure-Argens

## N
Nibles
- Niozelles
- Noyers-sur-Jabron

## O
- Les Omergues
- Ongles
- Oppedette
- Oraison

## P
- La Palud-sur-Verdon
- Peipin
- Peyroules
- Peyruis
- Piégut
- Pierrerue
- Pierrevert
- Pontis
- Prads-Haute-Bléone
- Puimichel
- Puimoisson

## Q
Quinson

## R
Redortiers
- Reillanne
- Revest-des-Brousses
- Revest-du-Bion
- Revest-Saint-Martin
- Riez
- La Robine-sur-Galabre
- La Rochegiron
- La Rochette
- Rougon
- Roumoules

## S
Saint-André-les-Alpes
- Saint-Benoît
- Sainte-Croix-à-Lauze
- Sainte-Croix-du-Verdon
- Saint-Étienne-les-Orgues
- Saint-Geniez
- Saint-Jacques
- Saint-Jeannet
- Saint-Julien-d'Asse
- Saint-Julien-du-Verdon
- Saint-Jurs
- Saint-Laurent-du-Verdon
- Saint-Lions
- Saint-Maime
- Saint-Martin-de-Brômes
- Saint-Martin-les-Eaux
- Saint-Martin-lès-Seyne
- Saint-Michel-l'Observatoire
- Saint-Paul-sur-Ubaye
- Saint-Pierre
- Saint-Pons
- Sainte-Tulle
- Saint-Vincent-les-Forts
- Saint-Vincent-sur-Jabron
- Salignac
- Saumane
- Sausses
- Selonnet
- Senez
- Seyne
- Sigonce
- Sigoyer
- Simiane-la-Rotonde
- Sisteron
- Soleilhas
- Sourribes

## T
Tartonne
- Thèze
- Thoard
- Thorame-Basse
- Thorame-Haute
- Les Thuiles
- Turriers

## U
Ubraye
- Uvernet-Fours

## V
Vachères
- Val-de-Chalvagne
- Valavoire
- Valbelle
- Valensole
- Valernes
- Vaumeilh
- Venterol
- Verdaches
- Vergons
- Le Vernet
- Villars-Colmars
- Villemus
- Villeneuve
- Volonne
- Volx